# غربال‌گری فنوتیپی
غربال‌گری فنوتیپی (به انگلیسی: Phenotypic Screening)، نوعی غربال‌گری است که در مواردی از تحقیقات زیست‌شناختی و کشف دارو گرفته تا شناسایی چنین موادی به کار می رود: شناسایی مولکول‌های کوچک، پپتیدها، یا RNAi یی که فنوتیپ سلول یا یک موجود زنده را به صورتی که مطلوبش باشد تغییر می دهد.

## مطالعه بیشتر
- Moffat JG, Rudolph J, Bailey D (August 2014). "Phenotypic screening in cancer drug discovery - past, present and future". Nature Reviews. Drug Discovery. 13 (8): 588–602. doi:10.1038/nrd4366. PMID 25033736. S2CID 5964541.
- Mullard A (December 2015). "The phenotypic screening pendulum swings". Nature Reviews. Drug Discovery. 14 (12): 807–9. doi:10.1038/nrd4783. PMID 26620403. S2CID 19367768.